# Eurovision Song Contest 1956
Eurovision Song Contest 1956 var den første udgave Eurovision Song Contest og blev afholdt den 24. maj 1956 i Lugano i Schweiz med Lohengrin Filipello som vært. Konkurrencen blev vundet af Schweiz med sangen "Refrain", sunget af Lys Assia.
Syv lande deltog, men i modsætningen til de efterfølgende år deltog hvert land med to sange, så der blev fremført 14 sange i alt. Østrig, Danmark og Storbritannien ville gerne have deltaget, men tilmeldingen kom for sent. Showet var primært tænkt som en radiokonkurrence, men der var kameraer i studiet. Det var blevet stærkt anbefalet, at hvert land holdt en national konkurrence, for at finde sangene til den store europæiske konkurrence. Kun solister var tilladt i 1956, året efter tillod man duoer. Endelig var der i 1956 ingen regler for, hvor lange sangene måtte være. I 1957 satte man en grænse på 3½ minut.
Afstemningen foregik ved, at hvert land sendte to jurymedlemmer til Lugano, som hver især skulle stemme på deres favoritsang. I modsætning til de efterfølgende år var det tilladt at stemme på bidragene fra ens eget land. I Luxembourg var man imidlertid ude af stand til at sende jurymedlemmer til Lugano, så EBU lod to schweizere afgive de luxembourgske point i stedet. Resultatet af afstemningen er aldrig blevet offentliggjort; det blev blot bekendtgjort, at Lys Assia havde vundet med "Refrain".
Der er ikke overleveret nogen videooptagelse af hele showet, men lydsiden findes stadig bevaret.

## Deltagere og resultater
| Nr. | Land         | Sprog       | Kunstner               | Sang                              | Dansk oversættelse               | Plads | Point |
| --- | ------------ | ----------- | ---------------------- | --------------------------------- | -------------------------------- | ----- | ----- |
| 1.  | Holland      | Nederlandsk | Jetty Paerl            | "De vogels van Holland"           | Fuglene fra Holland              | 2     | –     |
| 2.  | Schweiz      | Tysk        | Lys Assia              | "Das alte Karussell"              | Den gamle karussel               | 2     | -     |
| 3.  | Belgien      | Fransk      | Fud Leclerc            | "Messieurs les noyés de la Seine" | De druknede mænd fra Seinen      | 2     | -     |
| 4.  | Vesttyskland | Tysk        | Walter Andreas Schwarz | "Im Wartesaal zum großen Glück"   | I ventesalen til den store lykke | 2     | -     |
| 5.  | Frankrig     | Fransk      | Mathé Altéry           | "Le temps perdu"                  | Mistet tid                       | 2     | -     |
| 6.  | Luxembourg   | Fransk      | Michèle Arnaud         | "Ne crois pas"                    | Tro ikke på...                   | 2     | -     |
| 7.  | Italien      | Italiensk   | Franca Raimondi        | "Aprite le finestre"              | Åbn vinduerne                    | 2     | -     |
| 8.  | Holland      | Nederlandsk | Corry Brokken          | "Voorgoed voorbij"                | Forbi for evigt                  | 2     | -     |
| 9.  | Schweiz      | Fransk      | Lys Assia              | "Refrain"                         | Refræn                           | 1     | -     |
| 10. | Belgien      | Fransk      | Mony Marc              | "Le plus beau jour de ma vie"     | Den smukkeste dag i mit liv      | 2     | -     |
| 11. | Vestyskland  | Tysk        | Freddy Quinn           | "So geht das jede Nacht"          | Sådan går det hver nat           | 2     | -     |
| 12. | Frankrig     | Fransk      | Dany Dauberson         | "Il est là"                       | Han er der                       | 2     | -     |
| 13. | Luxembourg   | Fransk      | Michèle Arnaud         | "Les amants de minuit"            | Midnatselskerne                  | 2     | -     |
| 14. | Italien      | Italiensk   | Tonina Torrielli       | "Amami se vuoi"                   | Elsk mig hvis du vil             | 2     | -     |